# Cattedrale di San Paolo (Springfield)
La cattedrale di San Paolo (in inglese: Cathedral of St. Paul) è una cattedrale cattolica situata a Springfield, in Illinois, Stati Uniti d'America. La cattedrale è sede della diocesi episcopale di Springfield.

## Storia
La parrocchia di St. Paul è stata istituita dal reverendo Philander Chase, primo vescovo di Illinois, il 19 giugno 1835. Inizialmente la piccola congregazione non aveva un proprio tempio e le funzioni erano tenute presso la sede della chiesa presbiteriana e metodista. La costruzione del primo edificio è iniziata nell'estate del 1838. Con la crescita della congregazione si rese necessaria una nuova chiesa. Il nuovo edificio fu consacrato dal vescovo Chase il 24 giugno 1848.
L'attuale cattedrale è stata consacrata dal reverendo Edward Osborne il 13 maggio 1913, solo l'11 dicembre 1979, con un apposito statuto, la chiesa è stata istituita in chiesa cattedrale di San Paolo, fino ad allora in suo status di cattedrale non era confermato da nessun documento ufficiale, nonostante fosse considerata come tale dalla comunità episcopale locale.